# Neive
Neive (piemontiul: Nèive) település Olaszországban, Piemont régióban, Cuneo megyében. Lakosainak száma 3305 fő (2023. január 1.). Neive Alba, Barbaresco, Castagnito, Castagnole delle Lanze, Coazzolo, Magliano Alfieri, Neviglie, Treiso és Mango községekkel határos.

## Népesség
A település lakossága az elmúlt években az alábbi módon változott:
| Lakosok száma | 3434 | 3461 | 3305 |
|               | 2017 | 2018 | 2023 |